# Lomtjärnarna, Norrbotten
Lomtjärnarna är en sjö i Kalix kommun i Norrbotten och ingår i Sangisälvens huvudavrinningsområde.